# 潘德克顿学派
潘德克顿学派或潘德克顿法学、学说汇纂派（Pandektenwissenschaft、Pandektistik）对19世纪的德意志私法学术有着笼罩性的影响。

## 语源
潘德克顿（Pandekten）一词，来自于拉丁文的学说汇纂（Digesta seu Pandectae）。在希腊化时代里，学说汇纂的希腊文名称为πανδεκτης，意即“包罗万象（Allumfassendes）”。
潘德克顿法学指的是在德意志地区，以作为继受之结果的罗马法文本（主要是学说汇纂）为研究对象的学术，其主要方法是从罗马法决疑论式的文本中抽出一般的法规则和法概念，并对之进行体系化。在这种学术工作的努力之下，德意志的法学家们创造出了“潘德克顿法（Pandektenrecht）”，其在德意志起着普通法的作用，直到1900年1月1日德国民法典的生效。

## 代表人物
潘德克顿学派最重要的代表人物有普赫塔（Georg Friedrich Puchta），凡格罗夫（Karl Adolph von Vangerow），海泽（Georg Arnold Heise），温特沙伊德（Bernhard Windscheid），邓恩伯格（Heinrich Dernburg）和毕洛（Oskar von Bülow）。

## 学派特点
潘德克顿学派所从事的工作属于法律史研究。这一学派与历史法学派中的罗马派有着密切的关联，后者是萨维尼在19世纪初，作为对自然法或理性法的反动而建立起来的学派。当时德意志地区存在着许多法典法（Kodifikationen），如1794年的普鲁士一般邦法和1811年的奥地利普通民法典，但这些法典在学术的地位无足轻重，因为传统的日耳曼-德意志法所能提供给学术研究的素材极为有限，所以当时的法学家们宁可去研究罗马法。
通过继受，作为普通法的罗马法已经在德意志地区有了广泛的传播，诚然是以散乱的学说或判例的形式存在。经过潘德克顿学派将近一个世纪的努力，罗马法开始以一个高度抽象化和体系化的形象出现在德意志地区，即德国民法典。
潘德克顿学派的理论预设是个人主义和意志论，强调私法的任务是划定并保护私人意志（Wille）的自由空间，政治国家与市民社会应当截然分开。

## 学派成就
潘德克顿学派在存续的将近一个世纪的时间里，把世界范围内的罗马法研究推进到了登峰造极的地步。创造了私法中的某些极具德意志特色的概念，如法律行为、意思表示等，其最壮丽、同时也是最后的成就，是五编制（总则、物、债、亲属、继承）的德国民法典。但正是随着法典化任务的实现，潘德克顿学派也终于完成了历史研究的使命，进而被实证民法的教义学所取代。

## 文献
- Karl Ludwig Arndts von Arnesberg: Lehrbuch der Pandekten, 9. Aufl., Stuttgart 1877, online （页面存档备份，存于）
- Alois von Brinz : Lehrbuch der Pandekten (Erlangen, 1857-1871, 2 Bde.; 3. Aufl. 1884)
- Heinrich Dernburg : Pandekten, 6., verb. Aufl. Band 1-3, Berlin 1900-1901
- Sérgio Fernandes Fortunato: Vom römisch-gemeinen Recht zum Bürgerlichen Gesetzbuch, ZJS 4 (2009), S. 327-338 （页面存档备份，存于） (PDF; 175 kB).
- Paul Koschaker; Europa und das römische Recht. 4. Auflage, München 1966.
- Georg Friedrich Puchta: Lehrbuch der Pandekten, 9. verm. Aufl. , Leipzig 1863
- Johann Adam Seuffert: Praktisches Pandektenrecht, 3. Aufl. Band 1-3, Würzburg 1852
- Anton Friedrich Justus Thibaut: System des Pandekten-Rechts, 9. Ausg. Band 1-2, Jena 1846
- Karl Georg von Wächter: Pandekten Band 1-2, Leipzig 1880
- Franz Wieacker: Privatrechtsgeschichte der Neuzeit unter besonderer Berücksichtigung der deutschen Entwicklung. 2. Auflage, Göttingen 1967. S.430 ff.
- Bernhard Windscheid: Lehrbuch des Pandektenrechts, 6. Aufl. Band 1-3, Frankfurt a.M. 1887

## 资料
- 马克斯-普朗克研究所影印的潘德克顿学派著作：Digitale Bibliothek des Max-Planck-Institutes für Rechtsgeschichte （页面存档备份，存于）